# 佐伯丹経手
佐伯 丹経手（さえき の にふて）は、飛鳥時代の人物。姓は連。

## 経歴
用明天皇2年（587年）4月に用明天皇が崩御するが、後継ぎが定まらず皇位は一時的に空位となる。5月になると大連・物部守屋は穴穂部皇子を天皇に立てようとして、皇子に密使を送り、遊猟に出ると欺いて淡路へ来るよう願った。これに対し6月7月に大臣・蘇我馬子は炊屋姫を奉じて、佐伯丹経手・土師磐村・的真噛に対し、兵備を整えて速やかに穴穂部皇子と宅部皇子を誅殺するよう命じた。その日の夜半、佐伯丹経手らは穴穂部皇子の宮を囲む。まず衛士が楼上に登って穴穂部皇子の肩を射ると、皇子は楼の下に落ちて隣家へ逃走したが、衛士が灯をかかげて探し出し殺害した。なお、翌8日には穴穂部皇子と親しかった宅部皇子も殺害した。